# Masaru Yamada
Masaru Yamada (japanisch 山田優, Yamada Masaru; * 14. Juni 1994 in Toba) ist ein japanischer Degenfechter und Olympiasieger.

## Erfolge
Masaru Yamada gab sein internationales Debüt im Jahr 2013 beim Weltcup in Paris. Ein Jahr darauf wurde er bei den Junioren sowohl in Amman Asienmeister als auch in Plowdiw Weltmeister. Bei den ebenfalls 2014 stattfindenden Weltmeisterschaften der Erwachsenen in Kasan schied er in der zweiten Runde aus. Im Mannschaftswettbewerb sicherte sich der Rechtshänder bei den Asienspielen in Incheon mit Silber seinen ersten Medaillengewinn im Erwachsenenbereich. 2014 in Suwon, 2015 in Singapur und 2017 in Hongkong gewann Yamada mit der Mannschaft jeweils Bronze, 2016 wurde er in Wuxi mit ihr Asienmeister. Bei der Universiade 2017 in Taipeh gewann er in der Einzelkonkurrenz eine weitere Bronzemedaille. 2018 war er bei den Asienspielen in Jakarta mit der Mannschaft erneut erfolgreich: er gewann mit Kazuyasu Minobe, Kōki Kanō und Satoru Uyama nach Siegen gegen die Mannschaften aus Usbekistan, Kasachstan und abschließend auch China die Goldmedaille. Die Asienmeisterschaften 2019 in Chiba schloss Yamada im Mannschaftswettbewerb – wieder mit Kazuyasu Minobe, Kōki Kanō und Satoru Uyama – auf dem Bronzerang ab. Noch besser verlief die Einzelkonkurrenz, in der Yamada das Finale erreichte. Dort traf er auf seinen Teamkameraden Satoru Uyama, gegen den er sich mit 15:13 durchsetzte und somit Asienmeister wurde.
Bei den 2021 ausgetragenen Olympischen Spielen 2020 in Tokio war Yamada als einer der beiden besten asiatischen Degenfechter für den Einzelwettbewerb qualifiziert. Er besiegte in seinem Auftaktduell den Kirgisen Roman Petrov mit 15:13 und im darauffolgenden Achtelfinale auch Ruslan Kurbanow aus Kasachstan mit 15:8. Im Viertelfinale musste er sich dann jedoch dem Italiener Andrea Santarelli mit 13:15 geschlagen geben und schied aus. In der Mannschaftskonkurrenz bildete Yamada einmal mehr mit Kazuyasu Minobe, Kōki Kanō und Satoru Uyama ein Team. Mit 45:44 setzten sie sich knapp in der ersten Runde gegen die französische Équipe durch, ehe gegen Südkorea im Halbfinale mit 45:38 ein etwas deutlicherer Sieg folgte. Im Duell um die Goldmedaille trafen die Japaner auf die unter dem Namen „ROC“ antretende russische Mannschaft. Dank eines 45:36-Erfolges wurden Yamada, Kanō, Minobe und Uyama Olympiasieger. Im Jahr darauf belegte er bei den Weltmeisterschaften in Kairo mit der Mannschaft den dritten Platz. Bei den 2023 ausgetragenen Asienspielen 2022 in Hangzhou gewann er mit der Mannschaft erneut die Goldmedaille. 
Bei den Olympischen Spielen 2024 in Paris erreichte Yamada im Einzel das Viertelfinale, in dem er mit 11:12 an Yannick Borel aus Frankreich scheiterte. Im Mannschaftswettbewerb bezwang er gemeinsam mit Kōki Kanō, Akira Komata und Kazuyasu Minobe im ersten Gefecht Venezuela mit 39:33. Auch das Halbfinale gegen Tschechien wurde mit 45:37 gewonnen, sodass die Japaner ins Finale gegen Ungarn einzogen. Mit 25:26 unterlagen sie der ungarischen Équipe knapp und gewannen damit die Silbermedaille.
Yamada studiert Physical Education an der Nihon-Universität in Tokio und ist bei den japanischen Selbstverteidigungsstreitkräften angestellt. Er ist mit der Fechterin Rie Ohashi verheiratet und hat einen Sohn.